# Paràbola del comptador del cost
La paràbola del comptador del cost és una paràbola escrita a l'Evangeli segons Lluc. Aborda els temes de la reflexió, de la renúncia i del perdó.

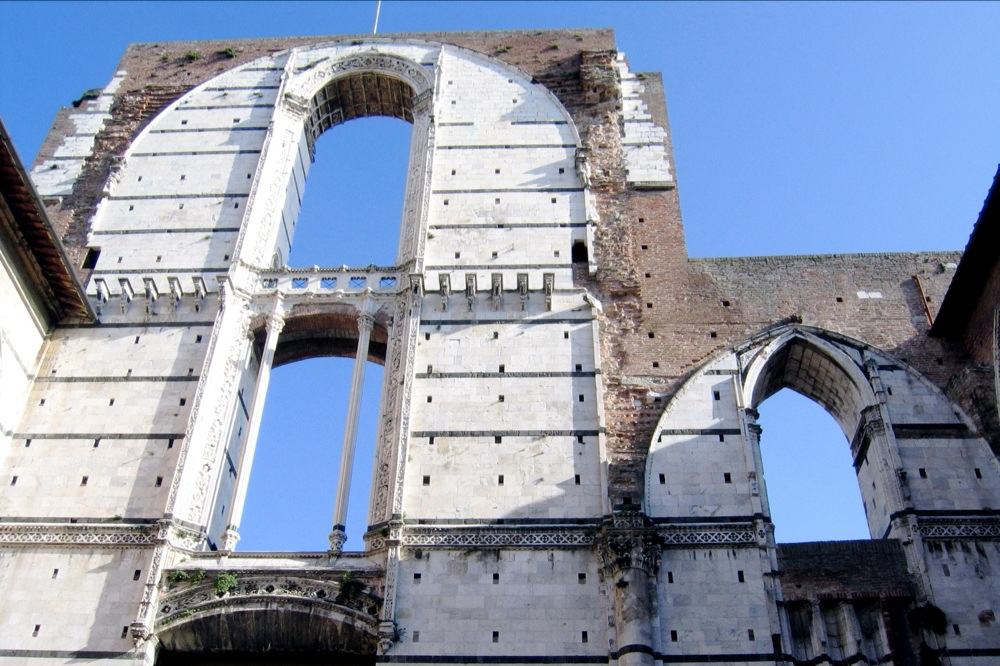
L'ampliació de la façana de la catedral de Siena, (Itàlia), es va abandonar l'any 1348.

## Text
Evangeli segons Lluc capítol 14, versicles 26 a 33: 
28 »¿Qui de vosaltres, si vol construir una torre, no s'asseu primer a calcular-ne les despeses i veure si té recursos per a acabar-la? 29 Altrament, si posava els fonaments i no podia acabar l'obra, tots els qui ho veurien començarien a burlar-se d'ell 30 dient: "Aquest home va començar a construir però no ha pogut acabar."
31 »O bé, quin rei, si va a la guerra a lluitar amb un altre rei, no s'asseu primer a decidir si amb deu mil homes pot fer front al qui ve contra ell amb vint mil? 32 I si veu que no pot, enviarà una ambaixada a demanar la pau quan l'altre encara és lluny.
33 »Així, doncs, el qui de vosaltres no renuncia a tots els seus béns no pot ser deixeble meu.

## Interpretació
El doctor de l'Església Gregori el Gran consagra la seva homilia 37 a aquest passatge de la Bíblia. Defineix el seu discurs « Les condicions per ser deixeble » Si la nostra ànima estima la naturalesa i l'abundància que li és promesa al cel, farà bon servei de tot el que posseeix en aquesta terra » diu Gregori el Gran. « Però només es pot arribar a aquests grans guardons després de grans i laborioses proves. Hem de fer precedir totes les nostres accions d'un esforç de reflexió. Eixugueu amb les vostres llàgrimes les taques dels vostres pecats; esborreu-los per les almoines; expieu-los pel sant sacrifici » El sant conclou dient que cal posar la seva esperança en el Redemptor i no en els béns materials.
El dominicà Jean Tauler precisa pel que respecta a portar la seva creu, pel que fa a renunciar : « És doncs just que practiquem la plena renúncia per adquirir el pur bé que és Déu, i que així seguíem el nostre Cap ». Per a ell cal saber perdre-ho tot per Déu, i a més sofrir.